# Dick's Picks Volume 7
Dick's Picks Volume 7 je koncertní trojalbum americké rockové skupiny Grateful Dead, nahrané 9., 10. a 11. září 1974. Album bylo vydané v roce 1996. Jedná se o sedmou část série Dick's Picks.

## Seznam skladeb
| Disk 1 | Disk 1                                 | Disk 1             | Disk 1 |
| Pořadí | Název                                  | Autor              | Délka  |
| ------ | -------------------------------------- | ------------------ | ------ |
| 1.     | Scarlet Begonias                       | Garcia, Hunter     | 9:29   |
| 2.     | Mexicali Blues                         | Barlow, Weir       | 3:36   |
| 3.     | Row Jimmy                              | Garcia, Hunter     | 8:21   |
| 4.     | Black-Throated Wind                    | Barlow, Weir       | 7:20   |
| 5.     | Mississippi Half-Step Uptown Toodleloo | Garcia, Hunter     | 8:48   |
| 6.     | Beat It on Down the Line               | Fuller             | 3:30   |
| 7.     | Tennessee Jed                          | Garcia, Hunter     | 7:59   |
| 8.     | Playing in the Band                    | Hart, Hunter, Weir | 23:30  |

| Disk 2 | Disk 2               | Disk 2                     | Disk 2 |
| Pořadí | Název                | Autor                      | Délka  |
| ------ | -------------------- | -------------------------- | ------ |
| 1.     | Weather Report Suite | Anderson, Barlow, Weir     | 18:18  |
| 2.     | Stella Blue          | Garcia, Hunter             | 8:32   |
| 3.     | Jack Straw           | Hunter, Weir               | 5:19   |
| 4.     | Brown-Eyed Woman     | Garcia, Hunter             | 5:07   |
| 5.     | Big River            | Cash                       | 5:14   |
| 6.     | Truckin'             | Garcia, Hunter, Lesh, Weir | 10:31  |
| 7.     | Wood Green Jam       | Grateful Dead              | 5:56   |
| 8.     | Wharf Rat            | Garcia, Hunter             | 11:13  |

| Disk 3 | Disk 3                           | Disk 3                | Disk 3 |
| Pořadí | Název                            | Autor                 | Délka  |
| ------ | -------------------------------- | --------------------- | ------ |
| 1.     | Me & My Uncle                    | Phillips              | 3:30   |
| 2.     | Not Fade Away                    | Holly, Petty          | 16:27  |
| 3.     | Dark Star                        | Grateful Dead, Hunter | 24:08  |
| 4.     | Spam Jam                         | Grateful Dead         | 7:13   |
| 5.     | (Walk Me Out in the) Morning Dew | Dobson, Rose          | 13:15  |
| 6.     | U.S. Blues                       | Garcia, Hunter        | 5:41   |

## Sestava
- Jerry Garcia - sólová kytara, zpěv
- Bill Kreutzmann - bicí
- Phil Lesh - baskytara, zpěv
- Bob Weir - kytara, zpěv
- Donna Jean Godchaux - zpěv
- Keith Godchaux - klávesy